# Lutila
Lutila (allemand : Windischlitta, hongrois : Lutilla) est un village de Slovaquie situé dans la région de Banská Bystrica.

## Géographie
Lutila est situé dans le centre de la Slovaquie, au sein de la région de Banská Bystrica. Le village se trouve dans une zone de collines et de vallées, offrant des paysages pittoresques et une nature abondante. Il est à proximité de la ville de Žiar nad Hronom, qui constitue un centre administratif et économique de la région.

## Histoire
Le village de Lutila est mentionné pour la première fois dans des documents historiques au XIIIe siècle. Au fil des siècles, Lutila a été influencé par diverses cultures en raison de sa position géographique entre l'Europe centrale et l'Europe de l'Est. Sous l'Empire austro-hongrois, le village portait les noms allemands et hongrois, témoignant de l'histoire multiculturelle de la région.

## Démographie

### Évolution de la population
| Année:               | 1994. | 2004.    | 2014.   | 2024.   |
| -------------------- | ----- | -------- | ------- | ------- |
| Nombre de personnes: | 1135  | 1332     | 1324    | 1382    |
| Différence:          |       | +17,35 % | -0,60 % | +4,38 % |

| Année:               | 2023. | 2024.   |
| -------------------- | ----- | ------- |
| Nombre de personnes: | 1377  | 1382    |
| Différence:          |       | +0,36 % |